# 駐日中華人民共和国大使館
駐日本国中華人民共和国大使館（ちゅうにほんこく ちゅうかじんみんきょうわこくたいしかん、中国語: 中华人民共和国驻日本国大使馆、英語: Embassy of the People's Republic of China in Japan）は、中華人民共和国が日本国に設置している大使館である。

## 概要
1972年9月29日に、中華人民共和国の首都北京市にて、日本国内閣総理大臣・田中角栄と中華人民共和国国務院総理・周恩来の両者が署名した『日本国政府と中華人民共和国政府の共同声明』に基づき、両国間の国交が樹立（日中国交正常化）したことを受け、両国間の駐在公館開設が決定した。
これを受けて中華人民共和国は1973年、東京都に設置し、初代特命全権大使として職業外交官の陳楚を派遣し、着任させた。爾来、2023年時点で13人の駐日特命全権大使が派遣されている。

## 駐日中華人民共和国大使
第13代駐日中華人民共和国特命全権大使は呉江浩。2023年3月21日に着任した。
歴代大使からは、外交部長（外務大臣に相当）を輩出している。2004年から2007年にかけて駐日大使を務めていた王毅が、2013年より外交部長を務めている。

## 施設概要
- 住所 - 東京都港区元麻布3丁目4番地33号

この地は、大正時代には後藤新平（第7代東京市長）の私邸が在り、昭和時代には駐日満洲国大使館、戦後は、断交前の駐日中華民国大使館が設置されていた。

## 商務部
中国大使館商務部は大使館の敷地内にはなく、東京都港区南麻布５丁目8-15にあり、スイス大使館の道路を挟んで反対側にある。

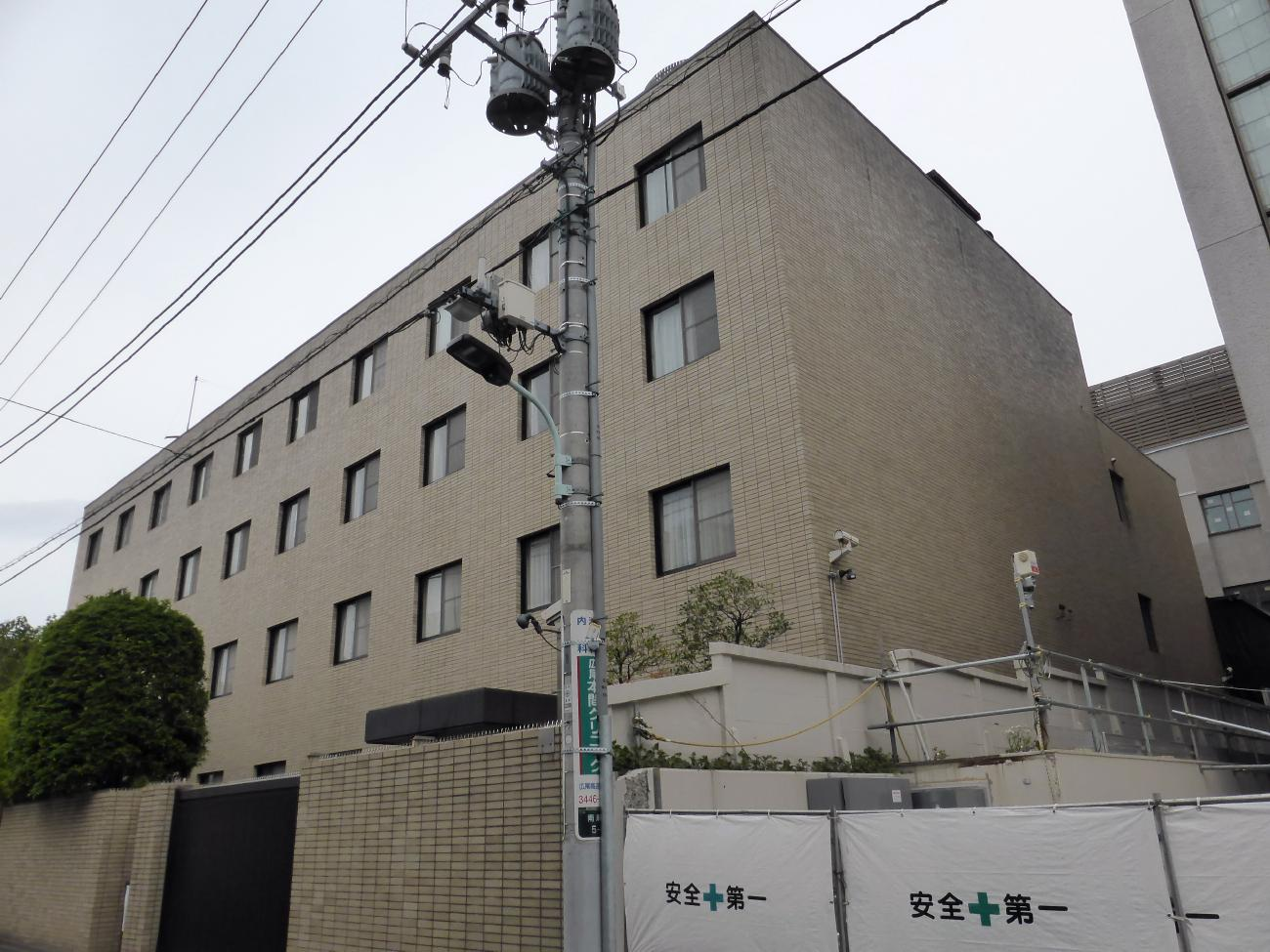
中国大使館 経済商務部全景
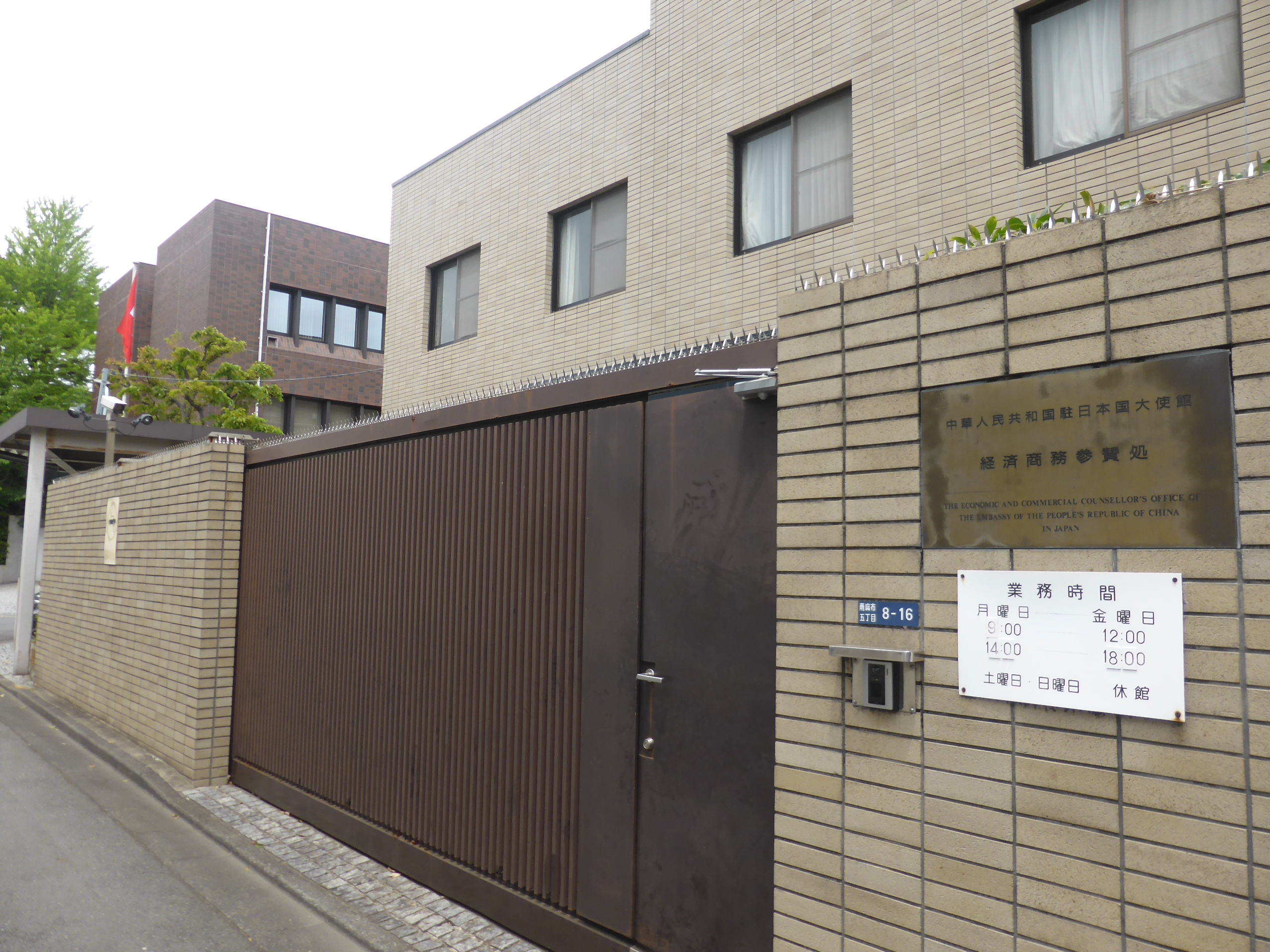
中国大使館 経済商務部の隣にスイス大使館
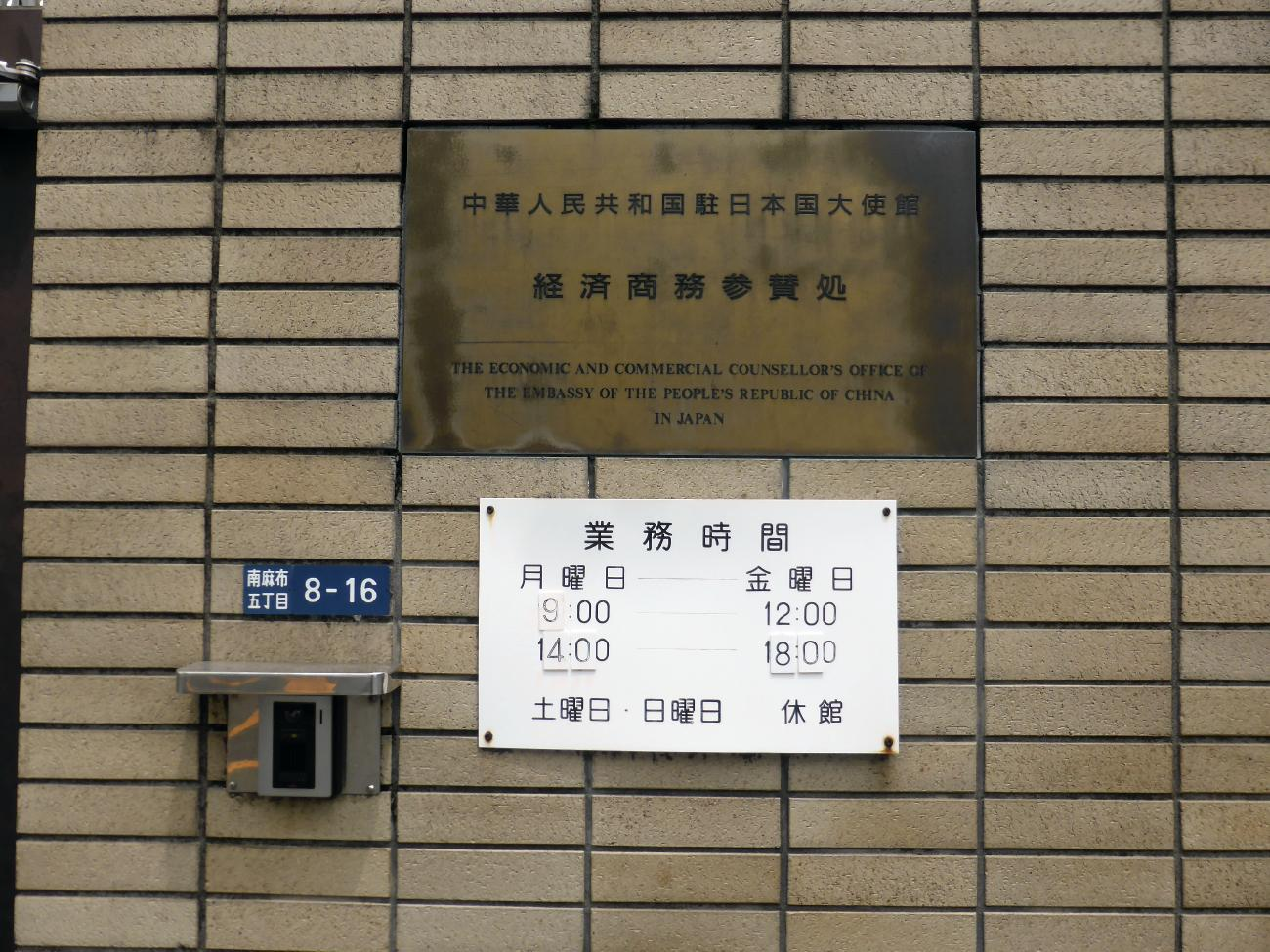
経済商務参賛処

## 領事館

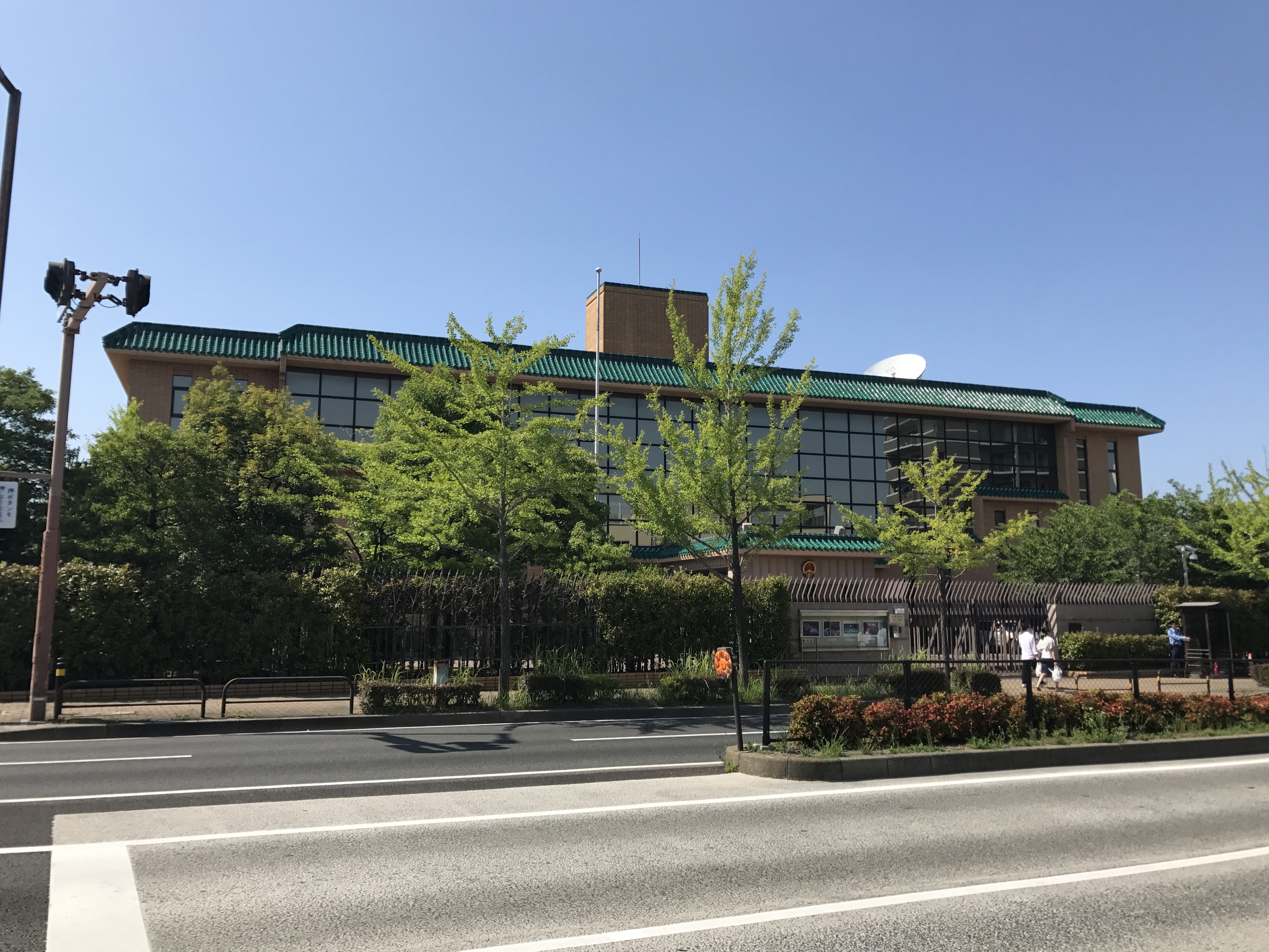
在福岡中国総領事館

東京以外に、下記の都市に総領事館を設置している。
- 大阪市 - 在大阪中華人民共和国総領事館
- 札幌市 - 在札幌中華人民共和国総領事館
- 新潟市 - 在新潟中華人民共和国総領事館
- 名古屋市 - 在名古屋中華人民共和国総領事館
- 福岡市 - 在福岡中華人民共和国総領事館
- 長崎市 - 在長崎中華人民共和国総領事館